# Pajeksan
Pajeksan is een bestuurslaag in het regentschap Pati van de provincie Midden-Java, Indonesië. Pajeksan telt 962 inwoners (volkstelling 2010).